# ラーマラーチャーティラート
ラーマラーチャーティラート王はタイのアユタヤ王朝の王の一人。父・ラーメースワンの後をついで王になった。後にチャオプラヤー・マハーセーナーボーディーによってクーデターが起こり王位を降ろされ、強制的に出家させられた。これによりラーマーティボーディー1世の直接の子孫であるウートーン家の家系は途絶えた。その後ナコーンイン親王がチャオプラヤー・マハーセーナーボーディーの推挙によって王位に就いた。ナコーンイン王はチャオプラヤー・マハーセーナーボーディーを高い位に取り立て、多くの財産を与えた。